# Бинерт-Шмерлинг, Рихард фон
Рихард фон Бинерт-Шмерлинг (нем. Richard von Bienerth-Schmerling; 2 марта 1863 — 3 июня 1918) — австро-венгерский государственный деятель, министр-президент Цислейтании в 1908—1911. Барон, с 1915 — граф.

## Биография

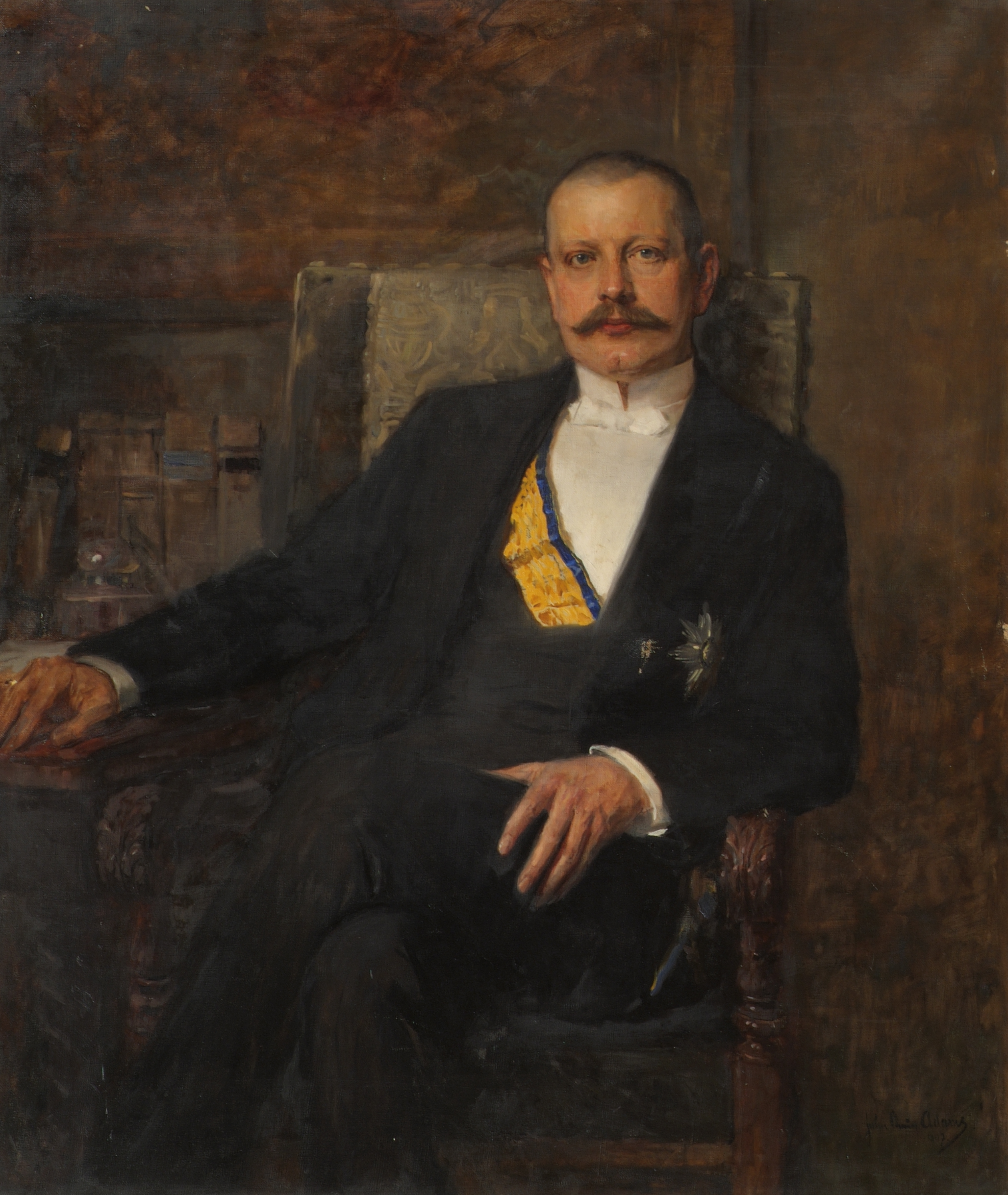
Джон Куинси Адамс. Портрет графа Рихарда фон Бинерта-Шмерлинга. 1907

Сын фельдмаршал-лейтенанта Карла фон Бинерта (1825—1882) и Виолетты Шмерлинг (1836—1907), с материнской стороны — внук министра внутренних дел, президента Верховного и Кассационного судов Антона фон Шмерлинга (1805 − 1893).

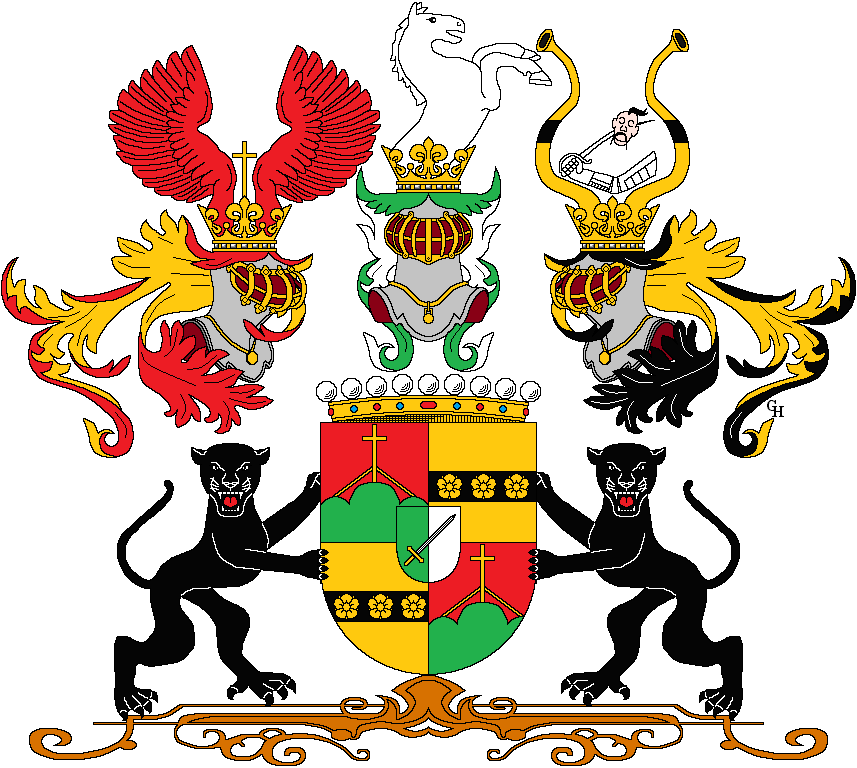
Герб графа Бинерта-Шмерлинга (1915)

После окончания школы при Терезиануме в Вене изучал право в Венском университете и получил докторскую степень. Поступил на государственную службу в 1884, служил в аппарате штатгальтера Штирии. С 1886 работал в министерстве просвещения в Вене. В 1899—1905 — вице-президент земельного школьного совета Нижней Австрии. С 11 сентября 1905 — руководитель секции, руководитель министерства просвещения в кабинетах Пауля Гауча фон Франкентурна и Конрада цу Гогенлоэ-Шиллингсфюрста. 2 июня 1906 — 15 ноября 1908 — министр внутренних дел в кабинете Макса Владимира фон Бека, принимал участие в разработке и проведении реформы избирательного права (1907), которая вводила всеобщее избирательное право для мужчин. После отставки правительства фон Бека, император Франц Иосиф поручил Бинерт-Шмерлингу формирование нового кабинета, работавшего с 15 ноября 1908 до 28 июня 1911. После проведения в соответствии с новым законом в июне 1911 парламентских выборов, правительство утратило поддержку в Рейхсрате и подало в отставку. После ухода из правительства Бинерт-Шмерлинг назначен штатгальтером Нижней Австрии, находился в должности до 28 ноября 1915. Одновременно с отставкой возведен в графское достоинство.
Похоронен в Вене на кладбище Хитцинг в почетной могиле .

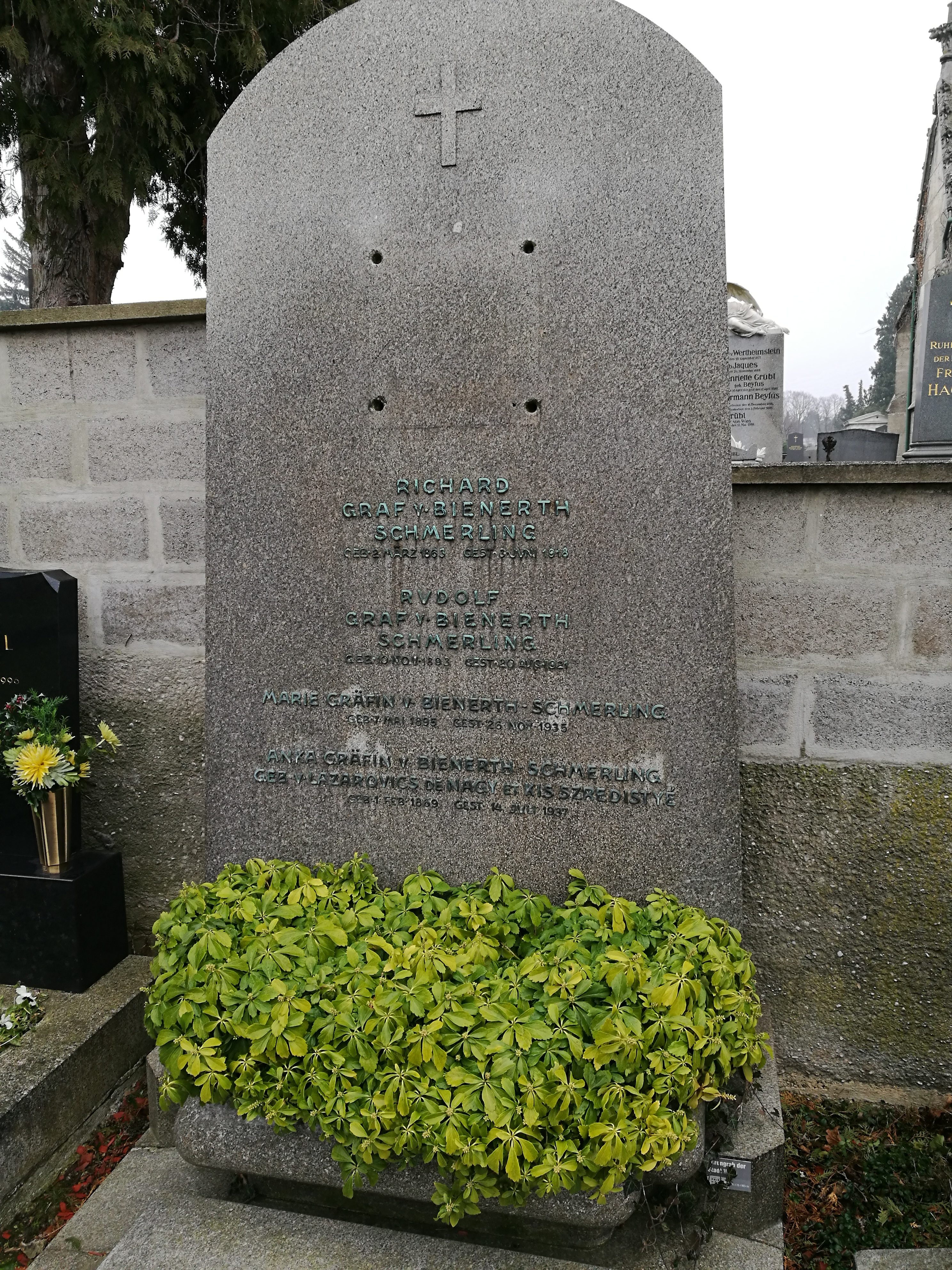
Почетная могила Рихарда Шмерлинга (группа 5, номер 52)

## Брак и дети
В 1893 году женился на дочери венгерского аристократа Анке фон Лазарович де Надь и Киш Средисте (1869–1937), от которой у него были двое детей:
- Рудольф фон Бинерт-Шмерлинг (1893–1921)
- Мари Бинерт-Шмерлинг (1895–1935) - писательница; страдала тяжелой депрессией, после провала оперетты, к которой написала либретто, бесследно пропала; спустя месяц ее тело было найдено рыбаками и извлечено из Дуная недалеко от Хайнбург-ан-дер-Донау.